# Pagurus brevidactylus
Pagurus brevidactylus är en kräftdjursart som först beskrevs av William Stimpson 1859.  Pagurus brevidactylus ingår i släktet Pagurus och familjen eremitkräftor. Inga underarter finns listade i Catalogue of Life.